# Knäreds distrikt
Knäreds distrikt är ett distrikt i Laholms kommun och Hallands län. 
Distriktet ligger öster om Laholm. 

## Tidigare administrativ tillhörighet
Distriktet inrättades 2016 och utgörs av socknen Knäred i Laholms kommun.
Området motsvarar den omfattning Knäreds församling hade vid årsskiftet 1999/2000.